# آلباتروس سی۱۰
آلباتروس سی۱۰ (به انگلیسی: Albatros_C.X) یک هواگرد از نوع هواگرد شناسایی ساخت شرکت آلباتروس فلوکتسایک‌ورک در آلمان است. در مجموع، تعداد بیش از ۳۰ فروند از این هواگرد ساخته شده‌است.